# Ina Sorkina
Ina Walerjeuna Sorkina (biał. Іна Валер'еўна Соркіна; ur. 2 kwietnia 1971 w Grodnie) – białoruska historyczka, kandydatka nauk historycznych (odpowiednik polskiego stopnia doktora).

## Życiorys
Urodziła się 2 kwietnia 1971 roku w Grodnie, w obwodzie grodzieńskim Białoruskiej SRR, ZSRR. W 1993 roku ukończyła Grodzieński Uniwersytet Państwowy im. Janki Kupały (GUP), gdzie w 1998 roku uzyskała stopień kandydatki nauk historycznych (odpowiednik polskiego stopnia doktora). W latach 1996–2014 pracowała jako adiunkt w Katedrze Historii Białorusi i Archeologii Wydziału Historii, Turystyki i Komunikacji Społecznej GUP. W 2013 roku rozpoczęła akcję gromadzenia podpisów pod petycją do władz o przywrócenie nauczania historii i geografii Białorusi w języku białoruskim. Występowała przeciwko usunięciu z GUP dr. Andreja Czarniakiewicza i prof. Wiaczasłaua Szwieda, które spowodowane było napisaniem przez nich negatywnie przyjętego przez władze podręcznika „Hrodnaznaustwa”. Sorkina zainicjowała także zbiórkę podpisów w ich obronie wśród pracowników uczelni. Wkrótce potem także ona sama została zwolniona z pracy przez władze uczelni.
W swojej pracy naukowej zajmuje się badaniem historii miast i miasteczek oraz historią urbanistyki i dziejami Żydów na terenie dzisiejszej Białorusi. Aktywnie występowała w obronie historycznego dziedzictwa Grodna.

## Prace
- (we współautorstwie): Z historyi wiakou i pakalenniau Iujeuskaha kraju. 1999. (biał.). Brak numerów stron w książce;
- (we współautorstwie): Szlach da uzajemnasci. 2000. (biał.). Brak numerów stron w książce;
- (we współautorstwie): Minułaje Haradzienszczyny. 2002. (biał.). Brak numerów stron w książce;
- (we współautorstwie): Słonimszczyna waczyma nawukoucau i krajaznaucau. 2002. (biał.). Brak numerów stron w książce;
- i inne.

## Nagrody
- 2014 – Nagroda im. Lwa Sapiehy[2].